# Економіка Намібії

Намібія — аграрна країна з розвиненою гірничодобувною промисловістю. Основні галузі економіки: сільське господарство, гірнича промисловість (видобуток алмазів, мідної, цинкової, свинцевої, срібної, уранової та ін. руд). Транспорт — автомобільний, залізничний, морський. Морські порти: Волфіш-Бей, Людериц. Невеликі аеродроми обслуговують малі міста, ділові і туристичні маршрути. Поблизу Віндгука знаходиться міжнародний аеропорт.

## Історія
Економіка Намібії сильно залежить від зовнішнього світу. Протягом 1990-х років національна економіка залишалася загалом незбалансованою: переважна частина товарної продукції, що виробляється йшла на експорт, а більша частина необхідних населенню споживчих товарів ввозилася з-за кордону. Лише бідніші північні райони країни, що спеціалізуються на багатогалузевому сільськогосподарському виробництві, забезпечували свої основні потреби. Недостача придатних для сільськогосподарського використання земель і високий рівень безробіття ускладнюють проведення давно назрілих економічних реформ. У 1997 ВВП (без урахування продукції натуральних господарств і тіньової економіки) перевищив 3 млрд дол. США. Частка продукції гірничодобувної галузі, яка в кінці 1980-х років становила 41 % ВВП, до 1998 скоротилася до 20 %. На частку продукції сільського господарства і рибальства припадало 12 %, а обробної промисловості — 13 %, державного сектора — 25 %, торгівлі і сфери послуг — 15 %. У економіці, де домінуюче положення традиційно займала гірничодобувна галузь, роль обробної промисловості, в основному представленої підприємствами з переробки сільськогосподарської продукції, була незначною. У кінці 1980-х років намітився деякий підйом економіки, який продовжувався і в 1990-і роки. Темпи економічного зростання становили 1,4 % у 1997 (2,5 % у 1996, 3,3 % в 1995).
За офіційним даними, в 1998 число зайнятих становило 548 тис. чоловік при рівні безробіття 35 %. У гірничодобувній галузі, з її високою часткою в ВВП, державних прибутках і експорті, працюють всього 12 тис. чол. Основні сфери зайнятості населення: товарний сектор сільського господарства (37 тис.), торгівля (37 тис.), обробна промисловість і будівництво (38 тис.), послуги на дому (26 тис.), народна освіта (25 тис.) та державні і місцеві органи управління (33 тис.). Загальний рівень освіти і кваліфікації робітників невисокий, що є наслідком колоніальної політики расової дискримінації.
За даними [Index of Economic Freedom, The Heritage Foundation, U.S.A. 2001]: ВВП — $ 3,5 млрд. Темп зростання ВВП — 1,5 %. ВВП на душу населення — $2133. Прямі закордонні інвестиції — $ 74 млн. Імпорт (продовольство і вироби обробної промисловості) — $ 2 млрд (г.ч. Півд. Африка — 84 %; США — 4 %; Німеччина — 2 %). Експорт (г.ч. мінеральна сировина) — $ 1,9 млрд (г.ч. Велика Британія — 43 %; Півд. Африка — 26 %; Іспанія — 14 %; Франція — 8 %). Вивозяться мінеральна сировина (алмази — 30 %), рибопродукти (18,5 %), жива худоба (8,1 %), м'ясопродукти (7 %), каракуль.

## Сфера послуг
У сфері послуг домінуючі позиції належать провідним банкам ПАР, південноафриканській системі роздрібної торгівлі і дистриб'юторській мережі ПАР. Намібійці рідко володіють невеликими підприємствами. Уряд проводить політику «намібізації», направлену на підтримку місцевого бізнесу і розширення власного контролю над економікою.

## Енергетика
На річці Кунене, що славиться водоспадами Руакана (висота до 70 м), побудована ГЕС потужністю 320 Мвт, яка працює не більше шести місяців на рік через сильне обміління річки літом.

## Інтернет-ресурси
- Namibia Economic Development, каталог посилань Open Directory Project
- MBendi Namibia overview
- Namibia Economic Policy Research Unit autonomous economic policy research organization

| Прапор Намібії | Це незавершена стаття про Намібію. Ви можете допомогти проєкту, виправивши або дописавши її. |

1. ↑  Усі дані, якщо це не зазначені окремо, подані у доларах США.